# (1904) Massevitch
(1904) Massevitch – planetoida z pasa głównego asteroid okrążająca Słońce w ciągu 4 lat i 200 dni w średniej odległości 2,74 j.a. Została odkryta 9 maja 1972 roku w Krymskim Obserwatorium Astrofizycznym w Naucznym na Półwyspie Krymskim przez Tamarę Smirnową. Nazwa planetoidy pochodzi od Ałły Genrikownej Masewicz, rosyjskiej astronom. Przed nadaniem nazwy planetoida nosiła oznaczenie tymczasowe (1904) 1972 JM.